# نيقولاي ريجكوف
نيقولاي ريجكوف (مواليد 28 سبتمبر 1929 – 28 فبراير 2024) هو سياسي سوفيتي وروسي، شغل منصب رئيس حكومة الاتحاد السوفيتي من سبتمبر 1985 حتى زوال الاتحاد في عام 1991.